# 香港国際競走
香港国際競走（ホンコンこくさいきょうそう・香港國際賽事・HONG KONG International Races）とは毎年12月第2週頃に行われる香港ジョッキークラブ主催の競馬イベントシリーズのメインイベントで、イベント週の日曜日に香港にある沙田競馬場を開催場として施行される4つの国際招待競走の総称。通称：HKIR。創設はイギリス領だった1994年。
8月を1年の基点としている香港競馬年度シーズン前半最大のイベントであるとともに、暦年では世界の国際交流競馬競走において1年の締めくくりを飾る競走群である。
2011年まではキャセイパシフィック航空がメインスポンサーとなり、正式名称も「國泰航空香港國際賽事」として開催されていた。2012年からはメインスポンサーがロンジンに変更され、現地の正式名称も「浪琴表香港國際賽事」となる。前哨戦のレーススポンサーもロンジン（ジョッキークラブカップ）及び中國銀行（ジョッキークラブマイル、ジョッキークラブスプリント）に変更となった。
メイン競走として行われる香港カップ競走はかつて「ワールドレーシング・チャンピオンシップ」（2005年を最後に中止）の最終戦として行われ、レース後には表彰式も同競馬場で執り行われていた。2006年の開催からは香港スプリント競走が短距離路線（1200m以下の競走対象）における世界選手権「グローバル・スプリント・チャレンジ」の最終戦に指定された。

## 当日行われる重賞
| 競走名         | 中国語（繁体字）表記 | 格 | 出走条件 | 施行コース | 賞金総額       | 1着賞金        |
| -------------- | -------------------- | -- | -------- | ---------- | -------------- | -------------- |
| 香港ヴァーズ   | 香港瓶               | G1 | 3歳以上  | 芝2400m    | 2400万香港ドル | 1344万香港ドル |
| 香港スプリント | 香港短途錦標         | G1 | 3歳以上  | 芝1200m    | 2600万香港ドル | 1456万香港ドル |
| 香港マイル     | 香港一哩錦標         | G1 | 3歳以上  | 芝1600m    | 3200万香港ドル | 1792万香港ドル |
| 香港カップ     | 香港盃               | G1 | 3歳以上  | 芝2000m    | 3600万香港ドル | 2016万香港ドル |

2005年までの香港スプリントは直線1000mで行われたが、2006年の開催からは香港スプリントを1000mから1200mに距離を変更した。また、併せて香港ヴァーズ以外のレースの賞金をそれぞれ200万香港ドルずつ上乗せ、2011年は香港マイルの賞金がさらに400万香港ドル上乗せ、2012年は香港ヴァーズと香港スプリントの賞金が100万香港ドル、香港カップが200万香港ドル上乗せされた。
各競走とも最大出走頭数（フルゲート）は14頭だが「出走馬が14頭未満であっても追加選出を行いフルゲートで施行するとは限らない」旨が競走要綱に明記されている（注釈参照）。

## 日本調教馬の出走
香港は日本から比較的距離が近く輸送の点で都合が良く、さらには招待されれば選出馬の輸送費と選出馬関係者の渡航費は全額負担される。さらに日本では12月に3歳以上の短距離G1競走が行われないことや、中長距離馬にとっては有馬記念への出走が見込めない場合のローテーションとして組み込みやすいといった背景から、これまでに多くの日本調教馬が出走し、4競走すべてで勝ち馬が出ている。

### 日本調教馬による主な勝利記録
- 1995年香港カップ：フジヤマケンザン - 4競走通しての日本調教馬による初勝利

- 2001年 - 同一開催日3勝
  - 香港マイル：エイシンプレストン
  - 香港カップ：アグネスデジタル
  - 香港ヴァーズ：ステイゴールド

- 2019年 - 同一開催日3勝（2回目）
  - 香港マイル：アドマイヤマーズ
  - 香港カップ：ウインブライト
  - 香港ヴァーズ：グローリーヴェイズ

- 同一競走連覇
  - ロードカナロア - 香港スプリント（2012年、2013年）

- 複数競走勝利
  - モーリス - 香港マイル（2015年）、香港カップ（2016年）

- 同一競走親子制覇
  - ダノンスマッシュ（父ロードカナロア） - 2020年香港スプリント

- 日本馬の同一競走の連覇記録
  - 2019-2021年：香港カップにおける3連覇
    - 2019年：ウインブライト
    - 2020年：ノームコア
    - 2021年：ラヴズオンリーユー

## 世界的な競馬イベント同日複数重賞競走
- ペガサスワールドカップデー - アメリカにおいてペガサスワールドカップを含む1日で7つの重賞競走を実施。時期は1月下旬。
- サウジカップデー - サウジアラビアにおいてサウジカップを含む1日で6つの重賞競走を実施。時期は2月下旬。
- ドバイワールドカップミーティング - ドバイにおいてドバイワールドカップを含む1日で5つのG1競走を実施。時期は3月最終土曜日。
- 香港チャンピオンズデー - 香港においてクイーンエリザベス2世カップを含む1日で3つのG1競走を実施。時期は4月最終日曜日。
- ロイヤルアスコット開催 - イギリスにおいて5日間で8つのG1競走を実施。時期は6月中旬。
- アイリッシュチャンピオンズフェスティバル - アイルランドにおいてアイリッシュチャンピオンステークスを含む2日間で10の重賞競走を実施。時期は9月上旬。
- 凱旋門賞ウィークエンド - フランスにおいて凱旋門賞を含む2日間で8つのG1競走を実施。時期は10月の第1日曜日とその前日の土曜日。
- ブリティッシュ・チャンピオンズデー - イギリスにおいてチャンピオンステークスを含む1日で5つの重賞競走を実施。時期は10月下旬。
- フューチャー・チャンピオンズデー - イギリスにおいて上記のブリティッシュ・チャンピオンズデーから派生する形で2歳戦を主として、2日で9つの重賞競走を実施。開催時期は10月第2週。
- ブリーダーズカップ - アメリカにおいてブリーダーズカップ・クラシックを含む2日間で14のG1競走を実施。時期は10月下旬 - 11月上旬。
- ジャパンブリーディングファームズカップ - 日本においてJBCクラシックを含む3つのJpn1競走を1日で実施。時期は主に11月3日、またはその付近。